# Heliophanus robustus
Heliophanus robustus là một loài nhện trong họ Salticidae.
Loài này thuộc chi Heliophanus. Heliophanus robustus được Lucien Berland & Millot miêu tả năm 1941.